# جمهوریت (روزنامه چاپ دوشنبه)
جمهوریت (به تاجیکی: Ҷумҳурият) روزنامه‌ای سیاسی-اجتماعی و اقتصادی است که در ۲۵ مارس ۱۹۲۵ در دوشنبه تاجیکستان آغاز به کار کرد. امروزه این روزنامه نشریه رسمی رئیس‌جمهور و حکومت جمهوری تاجیکستان است. جمهوریت با تیراژ ۴۸٬۰۰۰ عدد، یکی از اصلی‌ترین روزنامه‌های این کشور است.

## پیشینه
این روزنامه در ۲۵ مارس ۱۹۲۵ تحت عنوان عید تاجیک (Иди тоҷик) در دوشنبه انتشار یافت. از چاپ دوم نام روزنامه به بیداری تاجیک (Бедории тоҷик) تغییر یافت. کمی بعد در سال ۱۹۲۸ روزنامه به تاجیکستان سرخ (Тоҷикистони сурх) تغییر نام داد و در سال ۱۹۵۵ نیز تاجیکستانِ سوویتی (Тоҷикистони Советӣ - تاجیکستانِ شوروی) نام گرفت. از سپتامبر ۱۹۹۱ تاکنون این روزنامه به عنوان جمهوریت (Ҷумҳурият) به چاپ می‌رسد.